# Sismo do Alasca de 1964
O Sismo do Alasca de 1964, também conhecido como Grande Terremoto do Alasca, ocorreu no dia 27 de março daquele ano. Por todo o centro-sul do Alasca, nos Estados Unidos, fissuras surgiram no solo, estruturas entraram em colapso e tsunamis resultantes do terremoto causaram cerca de 139 mortes.
Com duração de quatro minutos e trinta e oito segundos, foi o mais forte terremoto já registrado na história da América do Norte (9,2 Mw) e o segundo mais forte já registrado no mundo, só ficando atrás do Sismo de Valdívia de 1960, no Chile. Na Enseada do Príncipe Guilherme, Porto Valdez sofreu um enorme deslizamento submarino, que resultou na morte de 30 pessoas e destruiu o porto e as docas da cidade, além dos navios que estavam atracados ali naquele momento. Perto dali, um tsunami de 8,2 metros destruiu a aldeia de Chenega, matando 23 das 68 pessoas que viviam ali; os sobreviventes foram para áreas elevadas. Os tsunamis pós-terremoto afetaram severamente Whittier (Alasca), Seward, Kodiak e outras comunidades do Alasca, além da população de Colúmbia Britânica, Washington, Oregon e Califórnia. Tsunamis também causaram danos no Havaí e no Japão.
Depois daquela data, nenhum outro terremoto de magnitude superior foi registrado. Por outro lado, o sismo do Alasca permitiu comprovar que os abalos sísmicos estão diretamente relacionados à movimentação das placas tectônicas - até aquela época, pouco se compreendia sobre a origem dos terremotos.